# La Palmita Dos
La Palmita Dos är en ort i Mexiko.   Den ligger i kommunen San Miguel de Allende och delstaten Guanajuato, i den centrala delen av landet, 250 km nordväst om huvudstaden Mexico City. La Palmita Dos ligger 1 919 meter över havet och antalet invånare är 138.
Terrängen runt La Palmita Dos är platt norrut, men söderut är den kuperad. Runt La Palmita Dos är det ganska tätbefolkat, med 96 invånare per kvadratkilometer. Närmaste större samhälle är San Miguel de Allende, 17,4 km öster om La Palmita Dos. I omgivningarna runt La Palmita Dos växer huvudsakligen savannskog.